# Fox Racing
Fox Racing è un'azienda produttrice di articoli sportivi d'abbigliamento e organi meccanici per biciclette. La Fox è stata fondata da Geoff Fox nel 1974, ed oggi è gestita da lui e suo figlio, con sede a Morgan Hill negli Stati Uniti. La sezione dedicata alla produzione di forcelle per biciclette è chiamata Fox Racing Shox ed è tra i principali ideatori e sviluppatori di sistemi sospensivi, quali ammortizzatori e forcelle.
Fox Racing è entrata nel settore delle calzature all'inizio del 2022 con l'introduzione della linea di scarpe Union progettata per i ciclisti.
Nel 2023, Vista Outdoor ha iniziato a integrare marchi come Bell e Giro nella divisione Action Sports con Fox Racing.